# Дундай
Дундай (бур. Дунда — середина) — село в Боханском районе Иркутской области России. Административный центр Шаралдайского муниципального образования.

## География
Село находится на расстоянии примерно 45 км к западу от посёлка Бохан, административного центра района.

## Население
| 2002 | 2010 | 2011 | 2012 |
| ---- | ---- | ---- | ---- |
| 628  | ↘623 | →623 | ↘618 |

### Половой состав
По данным Всероссийской переписи, в 2010 году в селе проживали 623 человека (312 мужчин и 311 женщин).